# International Cooperative Alliance
De International Cooperative Alliance (ICA, Internationale coöperatieve alliantie of "Alliance coopérative internationale" in het Frans) is een niet-gouvernementele coöperatieve koepelorganisatie die coöperaties en de coöperatieve beweging wereldwijd vertegenwoordigt. De ICA werd opgericht in 1895. Ze vertegenwoordigt 317 coöperatieve federaties en organisaties in 112 landen. Het hoofdkwartier van de ICA is sedert 2013 gevestigd in Brussel.
De ICA beheert de internationaal erkende definitie van een coöperatie in de “Verklaring over de coöperatieve identiteit”.
Een coöperatie is een autonome organisatie van personen die zich vrijwillig verenigen om hun gemeenschappelijke economische, sociale en culturele behoeften en ambities te behartigen door middel van een onderneming waarvan ze samen eigenaar zijn en die ze democratisch controleren.
De ICA coördineert wereldwijd de “Dag van de coöperaties”, die valt op de eerste zaterdag van de maand juli. In 2009 riepen de Verenigde Naties het jaar 2012 uit tot het Jaar van de coöperaties”.
In 2006 en opnieuw in 2011 publiceerde de ICA het Global300 Report, over de 300 grootste coöperatieve organisaties in de wereld.